# Rufino Tamayo
Rufino del Carmen Arellanes Tamayo (25. srpna 1899 Oaxaca de Juárez – 24. června 1991 Ciudad de México) byl mexický malíř zapotéckého původu. Působil v Mexiku, New Yorku a Paříži a proslavil se figurativní abstrakcí ovlivněnou surrealismem a předkolumbovským uměním.

## Život
V roce 1917 začal studovat na Escuela Nacional de Artes Plasticas v San Carlos, kde byl ovlivněn impresionismem, kubismem a fauvismem. Školu ale nedokončil a začal pracovat jako kreslič etnografických motivů v Museo Nacional de Arqueologia. Zde ho silně ovlivnilo předkolumbovské indiánské umění, které pro něj bylo důležité i vzhledem k jeho původu. Kombinace prastarých motivů, lidového umění a avantgardních evropských stylů se pak stala jeho značkou po zbytek kariéry. Ve 20. letech se stal členem levicové Mexické ligy revolučních malířů, v níž se sešli většinou muralisté, ale bylo mu vyčítáno, že jeho obrazy nejsou dostatečně politicky motivované, byl dokonce označen za zrádce revoluce, což vedlo k tomu, že skupinu opustil. Izolaci, v níž se ocitl, se rozhodl vyřešit v roce 1926 odchodem do New Yorku. Zde učil na Dalton School of Art a našel si osobitý styl. V roce 1929 se do Mexika vrátil. Ohlas na jeho novou tvorbu byl mimořádně příznivý, spisovatel Octavio Paz, budoucí nositel Nobelovy ceny, o jeho obrazech napsal, že "zachycují čisté slunce". V roce 1937 se Tamayo vrátil do New Yorku, kde pak působil až do roku 1949, se značnými úspěchy. Toho roku odešel do Paříže, kde pak žil deset let. Ačkoli byl s muralisty v určitém sporu a představoval jakousi opozici vůči nim v mexické kultuře, sám nástěnné malby občas rovněž vytvářel, byť to nebylo jádro jeho tvorby. Příkladem jeho muralistické práce je jeho nástěnná malba v budově UNESCO v Paříži z roku 1958. Věnoval se též grafice a okrajově rovněž sochařství. V roce 1959 se vrátil do Mexika, jako již renomovaný a poměrně bohatý autor. To mu umožnilo v rodném městě zřídit Museo Rufino Tamayo, kterému daroval svou sbírku předkolumbovského umění. V roce 1981 pak zřídil další muzeum (Museo Tamayo de Arte Contemporáneo) v hlavním městě. Kromě děl svých mu daroval svou sbírku umění moderního, v níž nechyběla díla Joana Miróa, Salvadora Dalího, Fernanda Légera nebo Pabla Picassa. Nejvíce jeho děl má ve sbírkách The Museum of Modern Art v New Yorku, Art Institute of Chicago a Walker Art Center v Minneapolisu.